# Kurt van der Walde
Kurt van der Walde (* 20. Januar 1915 in Posen; † 27. Mai 2003 in Hamburg) war ein deutscher Lehrer und Widerstandskämpfer gegen den Nationalsozialismus.

## Leben und Wirken
Der in Posen geborene van der Walde wuchs in der Haynstraße in Hamburg-Eppendorf auf. Er gehörte früh dem Deutsch-Jüdischen Wanderbund Kameraden an, der ihn entscheidend prägte. Van der Walde, der als Gruppenführer den Spitznamen „Kuvo“ hatte, fuhr gemeinsam mit anderen Mitgliedern in die Lüneburger Heide. Über die Reisen und andere Erfahrungen aus dieser Zeit schrieb Ingeborg Hecht in ihrem Buch Als unsichtbare Mauern wuchsen.
Nach der Machtergreifung durch die Nationalsozialisten unternahm van der Walde gemeinsam mit anderen Jugendlichen den Versuch, eine illegale Widerstandsgruppe zu organisieren. Die Gestapo verhaftete ihn aus diesem Grund im Mai 1936. In den Haftunterlagen wurde besonders herausgestellt, dass van der Walde jüdischen Glaubens war. Daraufhin kam es zu einem Verfahren vor dem Hanseatischen Oberlandesgericht. Die Richter verurteilten ihn im Mai des folgenden Jahres zu zwei Jahren und sechs Monaten Haft. Van der Walde saß die Strafe im KZ Fuhlsbüttel ab.

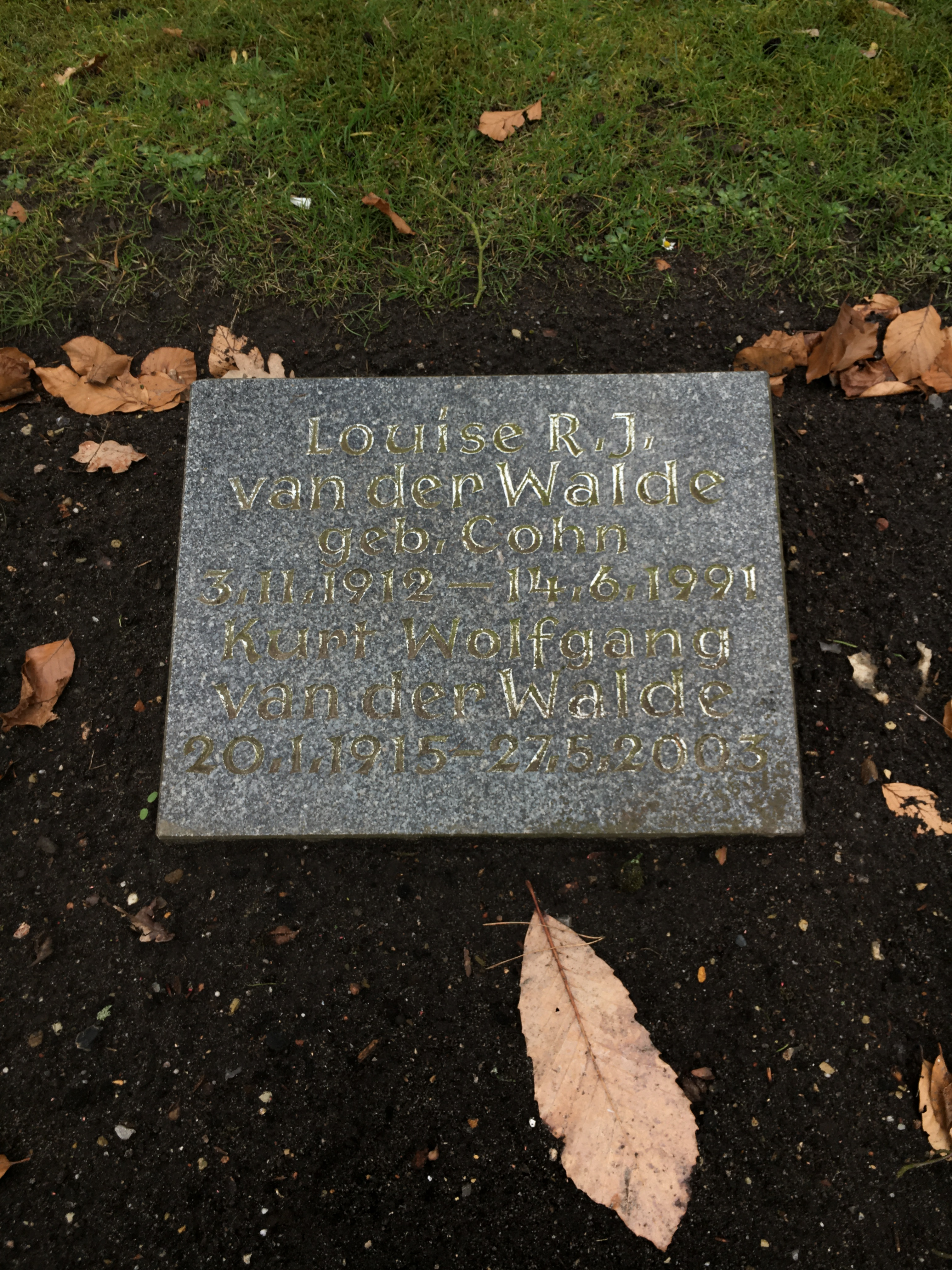
Grabstätte auf dem Friedhof Ohlsdorf

Da sich seine Mutter für ihn eingesetzt hatte, konnte Kurt van der Walde im Dezember 1938 nach England ausreisen, wo er Liesel Cohn (1912–1991) kennenlernte, die auch zu den Hamburger Flüchtlingen gehörte. Beide heirateten dort und bekamen eine gemeinsame Tochter namens Norma. Nach Ende des Zweiten Weltkriegs kehrte die Familie in die Hansestadt zurück, wo Kurt van der Walde Englisch und Geschichte studierte. Anschließend lehrte er am Ernst-Schlee-Gymnasium, das sich in Groß Flottbek befand. Van der Walde gehörte der Vereinigung der Verfolgten des Naziregimes – Bund der Antifaschistinnen und Antifaschisten an, für die er sich bis in hohe Lebensalter engagierte. Gemeinsam mit dem Landesjugendring Hamburg begleitete er Rundfahrten durch Hamburg, die zu Orten von Verfolgung und Widerstand während der Zeit des Nationalsozialismus führten. Seine zweite Frau Elfie (1920–2003) unterstützte ihn bei Besuchen des Geschichtsunterrichts, bei denen van der Walde als Zeitzeuge über seine Erlebnisse berichtete. Darüber hinaus beteiligte er sich regelmäßig an Diskussionsrunden und Gedenkveranstaltungen.
Kurt van der Walde, der sich lebenslang an den Grundsätzen des Ersten freideutschen Jugendtags orientierte, verstarb im Mai 2003 in Hamburg. Seine letzte Ruhestätte fand er im Ehrenfeld der Geschwister-Scholl-Stiftung auf dem Friedhof Ohlsdorf.